# Timely (鶴久政治のアルバム)
『Timely』（タイムリー）は、鶴久政治の2枚目のアルバム。MASAHARU名義で1990年2月21日にポニーキャニオンよりリリース。4枚目シングル『Girl』と同時発売。

## 収録曲
全曲　作曲：鶴久政治、編曲：西平彰
1. よ・う・こ・そ
  - 作詞 ：鶴久政治
2. 恋におぼれて
  - 作詞 ：川村真澄
3. Lazy Moon
  - 作詞 ：Qumico Fucci
4. ミッドナイト・ランデブー
  - 作詞 ：川村真澄
5. サヨナラを決めたまま (瞳の中の少年) 
  - 作詞 ：Qumico Fucci
6. 僕らしきBlue
  - 作詞 ：麻生圭子
7. A Story
  - 作詞 ：麻生圭子
8. White Birthday
  - 作詞 ：麻生圭子
9. Love Love Love
  - 作詞 ：川村真澄
10. 君だけを…
  - 作詞 ：平松愛理